# Corranda
Una corranda (Cataluña) o correnta (Andorra y Pirineos Orientales) es una danza cantada que se baila en parejas, popular en Cataluña (España), Andorra y Pirineos Orientales (Francia) y que se solía bailar como final de una serie de bailes o después de otras danzas, como ser un ballet o un contrapaso. Por extensión, también es la canción que se canta durante esta danza. En tiempos modernos, el canto ha sido sustituido por acompañamiento  instrumental.
Es una danza popular en las comarcas del interior de la antigua Gotia y, especialmente en los Pirineos, desde Pallars hasta Vallespir.
Se conservan algunas canciones del siglo XV y del siglo XVI, en especial de Cataluña y Mallorca. En Mallorca, se las denominan glosas, que se convierten en canciones populares y habituales, de las que se conservan actualmente, por tradición oral y  difíciles de fechar, unas veinte mil.